# Михалёв, Сергей Михайлович
Серге́й Миха́йлович Михалёв (5 октября 1947, Шершни, Центральный район, Челябинск — 21 апреля 2015, Симское городское поселение, Ашинский район, Челябинская область) — советский и российский хоккеист и тренер. Заслуженный тренер РСФСР (1987).

## Биография
Во время игровой карьеры выступал за «Буревестник» Челябинск (1966—1970), «Салават Юлаев» Уфа (1970—1974 и 1975—1977), СКА Куйбышев (1974—1975). По окончании карьеры стал тренером «Салавата Юлаева» (1979—1987). Главный тренер «Салавата Юлаева» (1987—1990), помощник главного тренера «Лады» Геннадия Цыгурова (1990—1999).
С 1999 до 2005 года — главный тренер «Северстали».
9 ноября 2005 года вернулся на пост главного тренера «Салавата Юлаева», который возглавлял до марта 2009 года. Вместе с клубом завоевал золотую медаль в сезоне 2007-2008 чемпионата России. Был уволен после неудачного плей-офф сезона 2008—2009. 25 октября 2009 года возглавил нижегородское «Торпедо», однако после 6 неудачно проведенных матчей был уволен. После увольнения Милоша Ржиги осенью 2010 года вел переговоры с московским «Спартаком», однако, главным тренером Михалёв назначен не был. 10 декабря 2010 года стал спортивным директором «Лады». 30 мая 2011 года в третий раз вернулся на пост главного тренера ХК «Салават Юлаев», поскольку руководство клуба решило не продлевать контракт с Вячеславом Быковым.
По соглашению сторон 3 ноября 2011 клуб расторг контракт с Сергеем Михалёвым. Назначен 23 апреля 2013 генеральным менеджером «Лады». 9 февраля 2015 года в последний раз вернулся в «Салават Юлаев», заняв должность помощника генерального директора клуба по спортивным вопросам.
В 1989 году возглавлял студенческую сборную СССР, серебряного призёра Универсиады. В 2000 году — главный тренер юниорской сборной России (до 18 лет), серебряного призёра чемпионата мира. В 2002-м — помощник главного тренера национальной сборной. В 2006 году — главный тренер молодёжной сборной России (до 20 лет), серебряного призёра чемпионата мира.
Погиб в автокатастрофе 21 апреля 2015 года у города Сим, возвращаясь из Челябинска с похорон тренера Валерия Белоусова. Церемония прощания проходила в Уфе («Уфа-Арена») и Тольятти («Лада-Арена»). Похоронен в Тольятти.
19 ноября 2015 года игровой свитер Михалёва был поднят под своды домашней арены «Салавата Юлаева» «Уфа-Арены».
В апреле 2017 года в селе Подстёпки Самарской области ему был открыт мемориал.
Он является автором книги «Тренер золотой мечты» (Москва, изд-во «Эксмо», 2008).

## Достижения
В качестве помощника главного тренера
«Лада»
- Победитель чемпионата МХЛ: 1993-94, 1995-96
- Серебряный призёр чемпионата МХЛ: 1992-93, 1994-95
- Серебряный призёр чемпионата России: 1996-97
- Обладатель Кубка Европы: 1997

сборная России до 18 лет
- Серебряный призёр юниорского чемпионата мира: 2000

В качестве главного тренера
Студенческая сборная СССР
- Чемпион Универсиады: 1989

«Северсталь»
- Серебряный призёр чемпионата России: 2002-03
- Бронзовый призёр чемпионата России: 2000-01

«Салават Юлаев»
- Победитель чемпионата России: 2007-08

## Статистика (главный тренер)
| Команда                 | Турнир-сезон   | Регулярный сезон | Регулярный сезон | Регулярный сезон | Регулярный сезон | Регулярный сезон | Регулярный сезон | Регулярный сезон | Регулярный сезон | Плей-офф  | Плей-офф  | Плей-офф             |
| Команда                 | Турнир-сезон   | И                | В                | ВО/ВБ            | Н                | ПО/ПБ            | П                | О                | Результат        | В         | П         | Результат            |
| ----------------------- | -------------- | ---------------- | ---------------- | ---------------- | ---------------- | ---------------- | ---------------- | ---------------- | ---------------- | --------- | --------- | -------------------- |
| Салават Юлаев           | СССР-1 1987-88 | 36               | 20               | -                | 5                | -                | 11               | 45               | 2-е на Востоке   | -         | -         | 10-е в переходном    |
| Салават Юлаев           | СССР-1 1988-89 | 36               | 20               | -                | 5                | -                | 11               | 45               | 3-е на Востоке   | -         | -         | 7-е в переходном     |
| Салават Юлаев           | СССР-1 1989-90 | 36               | 22               | -                | 6                | -                | 8                | 50               | 2-е на Востоке   | -         | -         | 7-е в переходном     |
| Северсталь              | РСЛ 1999-00    | 38               | 19               | 1                | 7                | 1                | 10               | 67               | 7 место          | 5         | 3         | Выбыли в 1/4 финала  |
| Сборная России (юниор.) | ЮЧМ 2000       | 6                | 5                | 0                | -                | 0                | 1                | -                | 2-е место        | 2-е место | 2-е место | 2-е место            |
| Северсталь              | РСЛ 2000-01    | 44               | 18               | 1                | 8                | 2                | 15               | 66               | 6 место          | 3         | 4         | 3-е место            |
| Северсталь              | РСЛ 2001-02    | 51               | 28               | 1                | 6                | 0                | 16               | 92               | 6 место          | 1         | 3         | Выбыли в 1/4 финала  |
| Северсталь              | РСЛ 2002-03    | 51               | 28               | 3                | 6                | 3                | 11               | 99               | 3 место          | 7         | 5         | 2-е место            |
| Северсталь              | РСЛ 2003-04    | 60               | 19               | 4                | 5                | 3                | 29               | 73               | 13 место         | -         | -         | Не попали в плей-офф |
| Северсталь              | РСЛ 2004-05    | 60               | 21               | 2                | 10               | 3                | 24               | 80               | 11 место         | -         | -         | Не попали в плей-офф |
| Сборная России (мол.)   | МЧМ 2006       | 6                | 5                | 0                | -                | 0                | 1                | -                | 2-е место        | 2-е место | 2-е место | 2-е место            |
| Салават Юлаев           | РСЛ 2005-06    | 28               | 11               | 0                | 7                | 2                | 8                | 42               | 7 место          | 3         | 3         | Выбыли в 1/4 финала  |
| Салават Юлаев           | РСЛ 2006-07    | 54               | 30               | 1                | 12               | 1                | 10               | 105              | 3 место          | 5         | 3         | Выбыли в 1/4 финала  |
| Салават Юлаев           | РСЛ 2007-08    | 57               | 37               | 5                | -                | 4                | 11               | 125              | 1 место          | 12        | 4         | 1-е место            |
| Салават Юлаев           | КХЛ 2008-09    | 56               | 38               | 5                | -                | 5                | 8                | 129              | 1 место          | 1         | 3         | Выбыли в 1/8 финала  |
| Торпедо НН              | КХЛ 2009-10    | 6                | 2                | 0                | -                | 0                | 4                | 6                | уволен           | -         | -         | -                    |
| Салават Юлаев           | КХЛ 2011-12    | 21               | 6                | 3                | -                | 4                | 8                | 28               | уволен           | -         | -         | -                    |